# Trofeo Alfredo Binda-Comune di Cittiglio
De Trofeo Alfredo Binda-Comune di Cittiglio is een eendaagse wielerwedstrijd voor vrouwen in de Italiaanse provincie Varese die sinds 1974 wordt georganiseerd en doorgaans in de maand maart wordt verreden. De wedstrijd maakte van 2008-2015 deel uit van de strijd om de Wereldbeker voor vrouwen en vanaf 2016 is de wedstrijd onderdeel van de Women's World Tour. De eerste editie werd gewonnen door de Italiaanse Giuseppina Micheloni. Het record aantal overwinningen staat op naam van de Nederlandse Marianne Vos met vier zeges. In 1975 zegevierde de Belgische Nicole Van den Broeck, in 2023 de Nederlandse Shirin van Anrooij. De wedstrijd wordt bij de vrouwen gezien als vijfde monument.

## Erepodia
| Jaar | 1e                    | 2e                     | 3e                    |
| ---- | --------------------- | ---------------------- | --------------------- |
| 1974 | Giuseppina Micheloni  |                        |                       |
| 1975 | Nicole Van den Broeck |                        |                       |
| 1976 | Morena Tartagni       |                        |                       |
| 1977 | Nicoletta Castelli    |                        |                       |
| 1978 | Cristina Menuzzo      |                        |                       |
| 1979 | Anna Morlacchi        |                        |                       |
| 1980 | Francesca Galli       |                        |                       |
| 1981 | Cristina Menuzzo      |                        |                       |
| 1982 | Lucia Pizzolotto      |                        |                       |
| 1983 | Michela Tomasi        |                        |                       |
| 1984 | Maria Canins          | Maria Mosole           | Cristina Menuzzo      |
| 1985 | Silvia Conti          |                        |                       |
| 1986 | Stefania Carmine      |                        |                       |
| 1987 | Rossella Galbiati     |                        |                       |
| 1988 | Elisabetta Fanton     |                        |                       |
| 1989 | Elisabetta Fanton     |                        |                       |
| 1990 | Maria Canins          |                        |                       |
| 1991 | Maria Paola Turcutto  |                        |                       |
| 1992 | Maria Canins          | Maria Paola Turcutto   | Mara Calliope         |
| 1993 | Roberta Ferrero       | Mara Calliope          | Lucia Pizzolotto      |
| 1994 | Fabiana Luperini      | Lucia Pizzolotto       | Katia Longhin         |
| 1995 | Valeria Cappellotto   | Alessandra Cappellotto | Imelda Chiappa        |
| 1996 | Valeria Cappellotto   | Imelda Chiappa         | Diana Žiliūtė         |
|      |                       |                        |                       |
| 1999 | Fany Lecourtois       | Mari Holden-Paulsen    | Pia Sundstedt         |
| 2000 | Fabiana Luperini      | Pia Sundstedt          | Fany Lecourtois       |
| 2001 | Nicole Brändli        | Noemi Cantele          | Diana Žiliūtė         |
| 2002 | Svetlana Boebnenkova  | Regina Schleicher      | Zinaida Stahoerskaja  |
| 2003 | Diana Žiliūtė         | Valentina Karpenko     | Alison Wright         |
| 2004 | Oenone Wood           | Olivia Gollan          | Noemi Cantele         |
| 2005 | Nicole Cooke          | Katia Longhin          | Miho Oki              |
| 2006 | Regina Schleicher     | Diana Žiliūtė          | Katia Longhin         |
| 2007 | Nicole Cooke          | Giorgia Bronzini       | Martina Corazza       |
| 2008 | Emma Pooley           | Suzanne de Goede       | Diana Žiliūtė         |
| 2009 | Marianne Vos          | Emma Johansson         | Kristin Armstrong     |
| 2010 | Marianne Vos          | Martine Bras           | Emma Johansson        |
| 2011 | Emma Pooley           | Emma Johansson         | Annemiek van Vleuten  |
| 2012 | Marianne Vos          | Tatiana Guderzo        | Trixi Worrack         |
| 2013 | Elisa Longo Borghini  | Emma Johansson         | Ellen van Dijk        |
| 2014 | Emma Johansson        | Elizabeth Armitstead   | Alena Amjaljoesik     |
| 2015 | Elizabeth Armitstead  | Pauline Ferrand-Prévot | Anna van der Breggen  |
| 2016 | Elizabeth Armitstead  | Megan Guarnier         | Jolanda Neff          |
| 2017 | Coryn Rivera          | Arlenis Sierra         | Cecilie Uttrup Ludwig |
| 2018 | Katarzyna Niewiadoma  | Chantal Blaak          | Marianne Vos          |
| 2019 | Marianne Vos          | Amanda Spratt          | Cecilie Uttrup Ludwig |
|      |                       |                        |                       |
| 2021 | Elisa Longo Borghini  | Marianne Vos           | Cecilie Uttrup Ludwig |
| 2022 | Elisa Balsamo         | Sofia Bertizzolo       | Soraya Paladin        |
| 2023 | Shirin van Anrooij    | Elisa Balsamo          | Vittoria Guazzini     |
| 2024 | Elisa Balsamo         | Lotte Kopecky          | Puck Pieterse         |
| 2025 | Elisa Balsamo         | Blanka Vas             | Cat Ferguson          |

### Meervoudige winnaars
| Overwinningen | Renster              | Jaren                  |
| ------------- | -------------------- | ---------------------- |
| 4             | Marianne Vos         | 2009, 2010, 2012, 2019 |
| 3             | Maria Canins         | 1984, 1990, 1992       |
| 3             | Elisa Balsamo        | 2022, 2024, 2025       |
| 2             | Cristina Menuzzo     | 1978, 1981             |
| 2             | Elisabetta Fanton    | 1988, 1989             |
| 2             | Valeria Cappellotto  | 1995, 1996             |
| 2             | Fabiana Luperini     | 1994, 2000             |
| 2             | Nicole Cooke         | 2005, 2007             |
| 2             | Emma Pooley          | 2008, 2011             |
| 2             | Elizabeth Armitstead | 2015, 2016             |
| 2             | Elisa Longo Borghini | 2013, 2021             |

### Overwinningen per land
| Overwinningen | Land |
| ------------- | --- |
| 28            | Italië                                                                                                   |
| 6             | Verenigd Koninkrijk                                                                                      |
| 5             | Nederland                                                                                                |
| 1             | Australië, België, Duitsland, Frankrijk, Litouwen, Polen, Rusland, Zweden, Zwitserland, Verenigde Staten |

## Piccolo Trofeo Binda-Valli del Verbano
Er wordt sinds 1979 ook een wedstrijd voor junioren verreden. Eerst onder de naam Trofeo Da Moreno en sinds 2013 als Piccolo Trofeo Alfredo Binda. De wedstrijd is onderdeel van de Junior Nations Cup. In het verleden wonnen hier rensters als de Deense Amalie Dideriksen (2014), de Italiaanse Sofia Bertizzolo (2015), de Nederlandse Lorena Wiebes (2017) en de Britse Pfeiffer Georgi (2018).

### Erepodia
| Jaar | 1e                                   | 2e                                   | 3e                                   |
| ---- | ------------------------------------ | ------------------------------------ | ------------------------------------ |
| 1979 | Michela Tomasi                       |                                      |                                      |
| 1980 | Ivana Magro                          |                                      |                                      |
| 1981 | Giuliana Vidale                      |                                      |                                      |
| 1982 | Rossella Burini                      |                                      |                                      |
| 1983 | Rossella Burini                      |                                      |                                      |
| 1984 | Mara Mosole                          |                                      |                                      |
| 1985 | Leila Mariani                        |                                      |                                      |
| 1986 | Cristina Rocca                       |                                      |                                      |
| 1987 | Valeria Cappellotto                  |                                      |                                      |
| 1988 | Nada Cristofoli                      |                                      |                                      |
| 1989 | Patrizia Tosca                       |                                      |                                      |
| 1990 | Debora Scopel                        |                                      |                                      |
| 1991 | Fabiana Luperini                     |                                      |                                      |
| 1992 | Greta Zocca                          |                                      |                                      |
| 1993 | Chiara Allessandra Mariani           |                                      |                                      |
|      |                                      |                                      |                                      |
| 1995 | Lisa Lievore                         |                                      |                                      |
|      |                                      |                                      |                                      |
| 1999 | Noemi Cantele                        |                                      |                                      |
| 2000 | Anna Gusmini                         |                                      |                                      |
| 2001 | Anna Gusmini                         |                                      |                                      |
| 2002 | Giorgia Bronzini                     |                                      |                                      |
| 2003 | Valentina Simonetti                  |                                      |                                      |
| 2004 | Lisa Bacchiavini                     |                                      |                                      |
| 2005 | Katy Redolini                        |                                      |                                      |
| 2006 | Marta Bastianelli                    |                                      |                                      |
| 2007 | Marina Romoli                        |                                      |                                      |
|      |                                      |                                      |                                      |
| 2013 | Milda Jankauskaite                   |                                      |                                      |
| 2014 | Amalie Dideriksen                    |                                      |                                      |
| 2015 | Sofia Bertizzolo                     | Juliette Labous                      | Sofia Beggin                         |
| 2016 | Clara Copponi                        | Susanne Andersen                     | Letizia Paternoster                  |
| 2017 | Lorena Wiebes                        | Clara Copponi                        | Martina Fidanza                      |
| 2018 | Pfeiffer Georgi                      | Jade Wiel                            | Vittoria Guazzini                    |
| 2019 | Megan Jastrab                        | Gaia Masetti                         | Léa Curinier                         |
| 2020 | niet verreden vanwege coronapandemie | niet verreden vanwege coronapandemie | niet verreden vanwege coronapandemie |
| 2021 | Anniina Ahtosalo                     | Noëlle Rüetschi                      | Églantine Rayer                      |
| 2022 | Francesca Pellegrini                 | Michela De Grandis                   | Lucia Ruiz                           |
| 2023 | Cat Ferguson                         | Julie Bego                           | Silje Bader                          |
| 2024 | Imogen Wolff                         | Cat Ferguson                         | Auke De Buysser                      |

### Overwinningen per land
| Overwinningen | Land                                                                  |
| ------------- | --------------------------------------------------------------------- |
| 27            | Italië                                                                |
| 3             | Verenigd Koninkrijk                                                   |
| 1             | Denemarken, Finland, Frankrijk, Litouwen, Nederland, Verenigde Staten |

1974 · 1975 · 1976 · 1977 · 1978 · 1979 · 1980 · 1981 · 1982 · 1983 · 1984 · 1985 · 1986 · 1987 · 1988 · 1989 · 1990 · 1991 · 1992 · 1993 · 1994 · 1995 · 1996 · 1997 · 1998 · 1999 · 2000 · 2001 · 2002 · 2003 · 2004 · 2005 · 2006 · 2007 · 2008 · 2009 · 2010 · 2011 · 2012 · 2013 · 2014 · 2015 · 2016 · 2017 · 2018 · 2019 · 2020 · 2021 · 2022 · 2023 · 2024 · 2025
World Cup:
1998 · 
1999 · 
2000 · 
2001 · 
2002 · 
2003 · 
2004 · 
2005 · 
2006 · 
2007 · 
2008 · 
2009 · 
2010 · 
2011 · 
2012 · 
2013 · 
2014 · 
2015
World Tour:
2016 · 
2017 · 
2018 · 
2019 · 
2020 · 
2021 ·
2022 ·
2023 ·
2024 ·
2025
Huidige koersen:
Tour Down Under · Cadel Evans Great Ocean Road Race · Ronde van de Verenigde Arabische Emiraten · Omloop Het Nieuwsblad · Strade Bianche · Ronde van Drenthe · Trofeo Alfredo Binda · Classic Brugge-De Panne · Gent-Wevelgem · Ronde van Vlaanderen · Parijs-Roubaix · Amstel Gold Race · Waalse Pijl · Luik-Bastenaken-Luik · Ronde van Chongming · Ronde van het Baskenland · Ronde van Burgos · RideLondon-Surrey Classic · The Women's Tour · Ronde van Zwitserland · Giro Donne · Tour de France Femmes · Ronde van Scandinavië · Bretagne Classic · Simac Ladies Tour · La Vuelta Femenina · Ronde van Romandië · Ronde van Guangxi
Voormalige koersen:
Philadelphia Cycling Classic · Ronde van Californië · Emakumeen Bira · La Course by Le Tour de France · Open de Suède Vårgårda